# Гошеова болест
Гошеова болест (лат. Morbus Gaucher) је најчешћа липидна тезауроза, то јест, болест накупљања масти у ткивима болесника због недостатка ензима за њихову разградњу у ћелијама. Ово је ретка наследна болест, која се среће једном на 40.000 становника, и наслеђује се аутозомно рецесивно, због мутације на хромозому број 1.

## Масне тезаурозе
Масне тезаурозе настају као последица накупљања производа разградње масти у ћелијама, претежно у макрофагима (белим крвним зрнцима распоређеним у везивним ткивима, где служе као имунолошка баријера ширењу инфекције), због урођеног недостатка ензима потребних за њихову разградњу. Најпознатије су Гошеова болест, у којој недостаје ензим гликоцереброзидаза, и Ниман-Пикова болест са урођеним недостатком ензима сфингомијелиназе. Хематолошки поремећаји (поремеђаји у броју, грађи и функцији црвених и белих крвних зрнаца и крвних плочица-тромбоцита) настају због смањене хематопоезе (стварања крвних зрнаца) услед инфилтрације костне сржи великим бројем макрофага и повећане разградње крвних ћелија у увећаној слезини (хиперспленизам).

## Узрок болести
Учесталост хроничног облика Гошеове болести је 1:40.000, али је међу Јеврејима из источне Европе (Ашкенази) знатно већа. Учесталост акутног и субакутног типа болести, који чине мање од 1% оболелих од Гошеове болести широм света, мања је од 1:100.000. Болест се наслеђује аутозомно рецесивно, мутираним геном на хромозому број 1. Болују хомозиготне особе (тј. особе које имају оба мутирана гена) оба пола, док хетерозиготне особе (са само једним мутираним геном) не болују, али могу пренети мутиран ген својим потомцима са вероватноћом од 50%.
Основни узрок болести је урођени недостатак бета-гликоцереброзидазе, ензима у лизозомима ћелија, који врши разградњу једне врсте масти (гликоцереброзида - гликосфинголипидног гликозилцерамида - на церамид и глукозу). То доводи до нагомилавања неразграђеног гликоцереброзида у ћелијама, посебно у моноцитима и макрофагима у слезини, јетри, костној сржи и костима, као и у многим другим органима. Макрофаги су посебно захваћени, пошто је једна од њихових функција да врше фагоцитозу остарелих крвних ћелија (црвена крвна зрнца у просеку живе око 120, а бела крвна зрнца и тромбоцити 8-10 дана) које су богате гликосфинголипидом.